# Traktrakskvätta
Traktrakskvätta (Emarginata tractrac) är en fågel i familjen flugsnappare inom ordningen tättingar.

## Utseende och läte
Traktrakskvättan är en liten och knubbig skvättan. Fjäderdräkten varierar i färg från ljust gråbrun till nästan vit, med en mycket ljus övergump som sträcker sig över yttre stjärttäckarna och formar på så sätt en V-formad svart kil i stjärten. Arten kan förväxlas med karrooskvättan i Namibia, men denna har längre stjärt, undviker traktrakskvättans miljöer och har en tydligt mörk stjärt med vita stjärtkanter.

## Utbredning och systematik
Traktrakskvätta delas in i fem underarter med följande utbredning:
- hoeschi – kustöknar i sydvästra Angola och nordvästra Namibia
- albicans – kustnära norra Namibia (västra Damaraland och norra Stora Namaqualand)
- barlowi – Namibia (centrala och södra Stora Namaqualand)
- nebulosa – kustsanddyner i sydvästra Namibia och västra Sydafrika
- tractrac – Sydafrika (Karoo till Aliwal)

### Släktestillhörighet
Tidigare placerades arten i släktet Cercomela men DNA-studier visar att arterna inte är varandras närmaste släktingar. Därför löses Cercomela numera ofta upp och arterna förs istället till släktena Emarginata, Pinarochroa samt införlivas bland stenskvättorna i Oenanthe.

### Familjetillhörighet
Traktrakskvättan ansågs fram tills nyligen liksom bland andra buskskvättor, stentrastar, rödstjärtar vara små trastar. DNA-studier visar dock att de är marklevande flugsnappare (Muscicapidae) och förs därför numera till den familjen.

## Levnadssätt
Traktrakskvättan föredrar öppna platta slätter i karroo och Namiböknen, i de mest ödsliga landskap där få andra fåglar hittas.

## Status
Arten har ett stort utbredningsområde och beståndet anses stabilt. Internationella naturvårdsunionen IUCN listar den därför som livskraftig (LC).

## Namn
Fågelns namn är ljudhärmande.